# 萬台宮
23°29′34″N 120°27′01″E / 23.492882°N 120.450161°E
萬台宮，是位於臺灣嘉義市東區中的廟宇，主祀乙未戰爭犧牲的林崑岡。

## 由來
萬台宮廟原名「萬善軍廟」，位於嘉義市中庄里，供奉清乙未戰爭在嘉義犧牲的抗日烈士及當時戰死的日軍遺骸。
2000年代，信徒發現廟內神像臉頰上有隻壁虎停留多日，經向神明擲筊問卜，認為受奉者常被誤為是供奉無主孤魂，希望改名，因此才改為「萬台宮」。因正名後需要有主神，廟方拿出名列建廟歷史相關的六位抗日志士名字，逐一擲筊請示，最後以林崑岡為主神。
林崑岡是乙未戰爭農曆八月初三時，由嘉義以南、曾文溪以上的十八堡義民軍推選的抗日總統領。廟方以「林府將軍」尊稱。
2005年7月29日，林崑岡紀念館於漚汪文衡殿揭幕時，供奉林崑岡的學甲鎮忠神殿及萬台宮，皆將廟中的林崑岡神像帶來，一起為林崑岡紀念館揭牌。該年冬，萬台宮主委黃慶隆也為林崑岡在萬台宮辦紀念展。